# Grimo
Grimo ist ein männlicher Vorname germanischer Herkunft. Der bekannteste Namensträger ist der selige Grimo von Ursberg (ca. 1100–1173), sein Gedenktag ist der 2. März. Der erste Erzbischof von Rouen (Amtszeit 744–748) hieß ebenfalls Grimo.
Weitere Namensträger sind:
- Adalgisel Grimo († nach 634), austrasischer Adeliger, bekannt durch sein Testament von 634, das die älteste bekannte frühmittelalterliche Urkunde aus dem Rheinland ist.[1]